# Miguel Atienza
Miguel Alberto Asencio Prados Ponte, meglio noto come Miguel Atienza (Madrid, 7 dicembre 1942 – Orgosolo, 17 giugno 1967), è stato un criminale e latitante spagnolo complice della banda di Graziano Mesina.

## Biografia
Ex soldato falangista, Miguel Atienza si arruolò giovane nella Legione straniera francese dalla quale disertò in Corsica riparando in Sardegna. Arrestato a Cagliari per un furto di automobile, venne rinchiuso a Sassari nel carcere di San Sebastiano. Qui, conobbe il bandito Graziano Mesina con il quale strinse una profonda amicizia che li porterà ad evadere insieme l'11 settembre 1966, scavalcando il muro del carcere di San Sebastiano a Sassari.
Atienza partecipò al sequestro del proprietario terriero Paolo Mossa e a quello del commerciante di carni Giuseppe Capelli. Il 17 giugno 1967 Atienza, Mesina e altri appartenenti all'Anonima sequestri ingaggiarono sulle colline nei pressi di Orgosolo un conflitto a fuoco con le forze dell'ordine nel quale Atienza venne ferito mortalmente. Fu sepolto nel cimitero di Sa e Manca a Nuoro.